# 09II型核潜艇
09II型潛艇（北約代號：夏級）是中国人民解放军海军的第一代弹道导弹核潜艇，该型艇由攻擊潛艇09I型核潜艇擴大船殼改进而来，在艇体上插入弹道导弹舱段。1970年设计方案完成，開始筹备建造，1981年4月30日下水，1983年8月正式交付海军服役，1988年9月该型潜艇水下发射潜射弹道导弹实验成功。自此，中国成为继美国、苏联、英國和法國之后，第五个掌握海基核力量技术能力的国家。
2009年4月23日，该型潜艇在中国海军60周年阅兵仪式上首次公开亮相。

## 概况
中国核动力潜艇的研制工作在1960年代末全面展开后，1967年6月。解放军海军提出了研制核动力弹道导弹潜艇的两步走计划，该计划的第一步是研制编号为091的核动力攻击型核潜艇，在此基础上研制编号为09II的弹道导弹核潜艇。09I型攻击型核潜艇于1970年末在辽宁葫芦岛的渤海造船厂开始建造，在此基础上，通过增大船壳来容纳弹道导弹的方式设计了09II型核潜艇。原则上尽量采用09I型的配套设备，09II型核潜艇只有15%左右的部分是新设计的。该艇总设计师是彭士禄，副总设计师为黄旭华、赵仁恺、黄纬禄，水下导弹发射系统由武汉的713研究所负责，导航系统（包括惯性导航、天文导航和卫星导航）由天津的707研究所负责。1970年完成了方案设计与技术设计。

## 服役
由于一系列的技术难关和孤立，09II型核潜艇的研制工作进展缓慢，建造工作也因为文化大革命的影响严重滞后。该型潜艇的第一艘于1981年4月30日建成下水，直到1983年8月1日时才正式服役，命名为“长征6号”，舷号406。1980年代中期开始，该艇部署北海舰队，母港位于山东青岛，并且一直没有航行到中国近海之外。1987年9月15日，该艇进行了首次成功发射巨浪-1潜射弹道导弹的试验，9月27日再次发射实验获得成功。
09II型核潜艇只建造了一艘，它由于技術落後的原因，水中噪音太大（>165分贝）很容易就被發現，而难以维持长期的海上巡航和有效的水下核打击能力。但除了加強政治聲勢之外，中国人民解放军海军在使用它时仍然积累了维护、使用和建造弹道导弹核潜艇的经验，为建造下一代09IV型核潜艇打下了基础，最終形成實用的水下核打擊部隊。
1995到2001年之间，该艇进行了现代化改装，换装巨浪-1A潜射弹道导弹。也有报道认为该艇已经换装更先进的巨浪-2潜射弹道导弹。但是由于原始设计的缺陷，该型艇的遠洋演練與服役情況不容乐观，因此2001年3月，美国国防部情报部门的觀察报告认为，该艇實操状况堪忧，甚至不認為她正在運作。不過，2009年4月23日，该艇在纪念中国人民解放军海军成立60周年海上阅兵上作为首艘受阅舰艇首次公开亮相。092核潜艇驻扎在青岛姜各庄。
该艇2014年1月31日被美国双月刊网站《国家利益》题为《史上最差的五大潜艇》、署名美国海军军事学院教授詹姆斯·霍姆斯的文章评为“世界最差潜艇”第四名，美国潜艇指挥官威廉·默里评价它：“老化、噪音大、过时。”

## 武器系统
- 导弹

09II型核潜艇增高的导弹舱内携带有12枚2级固体燃料推进的巨浪-1潜射弹道导弹。每枚导弹携带一个当量为25-50万吨TNT的弹头，最大射程2150千米，命中精度600米，改进型的巨浪-1A射程可能提高到2500千米。巨浪-1型潜射弹道导弹于1981年首次试射成功。1982年10月在一艘629型潜艇上成功进行了水下发射，1987年9月15日在092型核潜艇上成功进行水下发射试验。
- 鱼雷

09II型核潜艇配备有6个533毫米鱼雷发射管，携带12枚鱼-3（SET-65E）型鱼雷，最大射程15千米，航速40节，战斗部重量205千克。该艇安装有多用途战斗数据和指挥系统，以及潜射弹道导弹的火控系统。

## 动力系统
09II型核潜艇的推进系统与09I型相同，配备一台90MW压水反应堆，蒸汽轮机和电力驱动系统，采用单轴驱动。

## 文化
2015年連續劇《于无声处》改編自09II建造時的過程與諜報戰，戰略彈道核潛艦由於二次核打擊特性的毀滅平衡能力，能改變國際話語權，任何國家的興建都成為間諜最有興趣目標。新浪網評論稱該劇「已進入諜戰劇2.0時代」；此外，該劇也是高滿堂所編的第一部諜戰劇。